# Carl Samuel Graffman

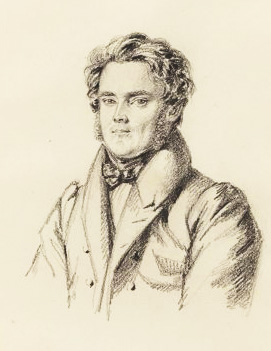
Carl Samuel Graffman. Teckning av Maria Röhl (1834)

Carl Samuel Graffman, född 23 juli 1801 i Göteborg, död 16 april 1862 på Konradsberg vid Stockholm, var en svensk landskapstecknare.

## Biografi
Carl Graffman var son till bryggaren Samuel Graffman. Han sattes 1817 i lära hos dekorationsmålaren Johan August Beyer i Göteborg, for 1821 till Stockholm där han fick anställning hos Emanuel Limnell. Kort därefter blev han elev vid Konstakademien där han fick utbildning av Fredric Westin. Efter hand kom han under inflytande av Carl Johan Fahlcrantz, vars landskapsstil han sedan kom att efterlikna.
Mot slutet av 1820-talet avtecknade han gamla kyrkmålningar i södra Sverige. 1830 reste han till Skottland, vars storartad pittoreska natur då väckt uppmärksamhet genom Walter Scotts romaner. Hos denne och hans måg, Sir W. Lockhart, fann Graffman det vänligaste mottagande och förekommande vägledning. Återkommen utgav Graffman teckningssamlingen Skottiska vyer, litograferade av Carl Johan Billmark (1831-33, 6 häften), och vann betydande anseende i hemlandet. Graffman blev samtidigt agré av Konstakademien, fick 1834 ett resestipendium, och allt syntes lova honom en lycklig framtid.

Sommaren 1838, då man väntade en rysk storfurste till Stockholm, uttalade Carl Graffman en morgon vid frukostbordet på Castenhoffs källare hotelser om att skjuta ryssen, och drog fram ett par pistoler. »Detta gav anledning att G blev arresterad, och kommen i fängelset, föll han i komplett vansinne med raseri och avfördes till Danviks dårhus», där han intogs 10 juni 1838, för att aldrig mer bli fri.

Han avled barnlös på Konradsberg mentalsjukhus och var farfars farbror till hovrättslagmannen Gösta Graffman.
Hans numera mycket sällsynta tavlor, mest i litet format, utgjordes av utsikter från Sverige, Norge och Skottland. Målningen Stirling Castle, 1831 finns på Länsmuseet Gävleborg i Gävle. Några verk finns på Rosendals lustslott. Graffman finns representerad vid bland annat Uppsala universitetsbibliotek och Nationalmuseum i Stockholm, Länsmuseet Gävleborg, Norrköpings konstmuseum och Göteborgs konstmuseum.
Dömd till dårhus (1976) en spelfilm om Carl Graffmans livsöde, av Jan Håfström och Anders Wahlgren, visades 1981  i SVT2.

## Verk

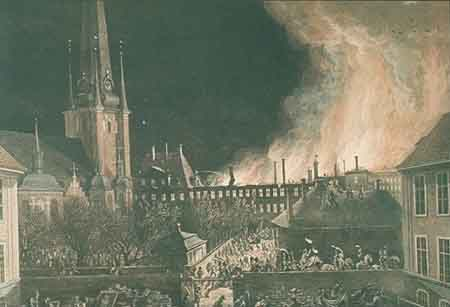
Riddarholmsbranden 1802